# Сакар'я (провінція)
Сакар'я (тур. Sakarya) — провінція в Туреччині, розташована на північному заході країни. З півночі провінція омивається водами Чорного моря. Столиця — місто Адапазари (населення 274 898 осіб відповідно до даних на 2016 рік).
Населення провінції становить 932 706 мешканців (дані на 2012 рік). Провінція складається з 15 районів, три з яких є районами міста Адапазари.
| Туреччина | Це незавершена стаття з географії Туреччини. Ви можете допомогти проєкту, виправивши або дописавши її. |